# Yasuke
Yasuke (japanska: 弥助 eller 弥介) var en man av afrikanskt ursprung som tjänstgjorde som tjänare och vasall till japanska fältherren och daimyon Oda Nobunaga 1581–1582 under Azuchiperioden i Japans historia. Hans egentliga befattning under Nobunaga var page (japanska: 小姓, koshō) under en period som varade 15 månader fram till Nobunagas död i Honnōji-incidenten(en).
Yasukes kopplingar till Nobunaga har fått honom att ofta felklassificeras som samuraj i modern populärkultur – det vill säga den japanska militäradeln motsvarande de europeiska riddarna – vilket helt saknar historiskt belägg.

## Historia

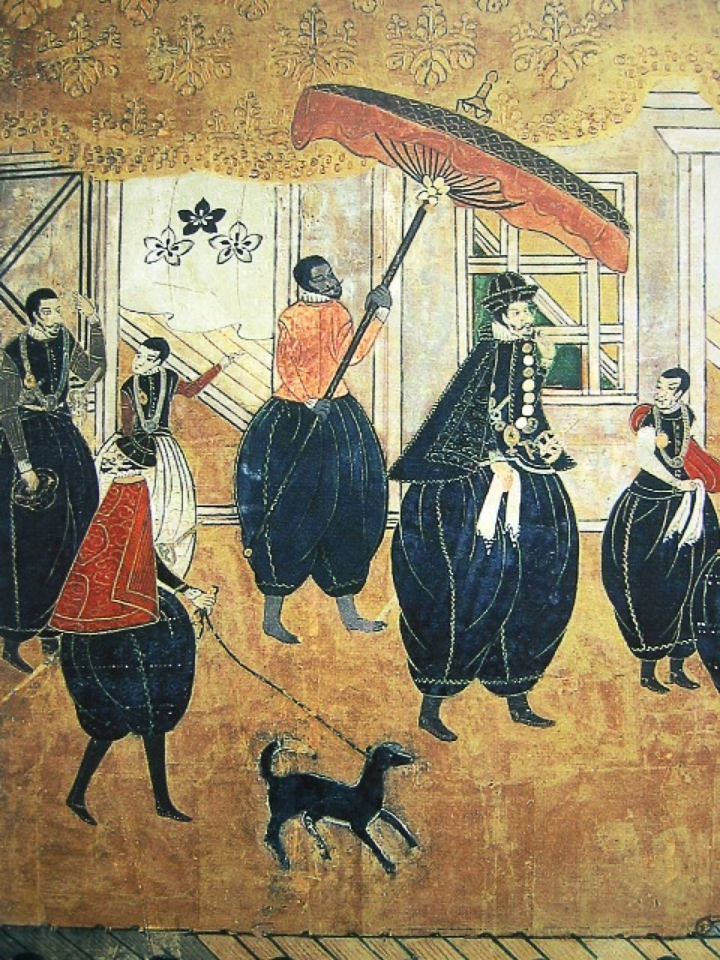
Japansk målning av portugisiska handelsmän (Nanban) med svart betjänt.

Yasukes födelseort och uppväxt är oklar. Det är möjligt att han var från Moçambique eller att han var dinka från nuvarande Sydsudan, men han kan även ha kommit från Etiopien eller Nigeria. Det är även möjligt att han sålts som slav och hade varit i Indien.
Vad som är säkert är i alla fall att han kom till Kyushu år 1579 som tjänare till jesuitmissionären Alessandro Valignano. När Alessandro Valignano besökte Kyoto 1581 väckte Yasuke stort intresse bland befolkningen eftersom mörkhyade sällan kommit till staden tidigare. Hundratals ville se på honom och folk trampades ihjäl i uppståndelsen. Länsherren Oda Nobunaga blev också mycket förvånad och trodde först att mannen målats med bläck, men tycks snabbt ha blivit imponerad av Yasuke. Samtida beskrev Yasuke som mycket lång och stark som tio man. Nobunaga tyckte om och samlade på utländska ovanligheter och när Alessandro Valignano lämnade Japan "gav" han Yasuke till Nobunaga. 
Nobunaga gav honom namnet Yasuke och gjorde honom till sin vasall, senare utnämnd till page (japanska: 小姓, koshō). Han fick en inkomst, bostad och ett svärd. Han ska ha följt Nobunaga på inspektionsresor till områden han erövrat i strider mot andra klaner.
År 1582 förråddes Nobunaga av en av sina generaler, Akechi Mitsuhide, och tvingades begå harakiri när hans slott anfölls av fienden. Efter detta skickades Yasuke tillbaka till jesuiterna.
Det är viktigt att notera att trots populära myter och moderna skildringar finns det inga historiska skrifter eller bevis för att Yasuke någonsin fick rang eller titel som samuraj, han fick aldrig en förläning eller omnämndes som en i några skrifter. Det mesta av vår kunskap om hans liv kommer från dessa budskap som skrivits av missionärer och lokalbefolkningen.